# Romy and Michele: In the Beginning
Pour les articles homonymes, voir Romy et Michelle.
Pour plus de détails, voir Fiche technique et Distribution.
Romy and Michele: In the Beginning est un téléfilm américain réalisée par Robin Schiff et diffusé le 30 mai 2005 sur ABC Family.
C'est une préquelle de Romy et Michelle, 10 ans après, film sorti en 1997. Les deux héroïnes ne sont pas interprétées par les mêmes actrices.

## Synopsis
Romy et Michele, fraîchement diplômées, tentent de quitter Tucson pour rejoindre la Californie, afin d'y réaliser leurs rêves…

## Distribution
- Katherine Heigl (VF : Charlotte Marin) : Romy White
- Alex Breckenridge (VF : Vanina Pradier) : Michele Weinberger
- Nat Faxon (VF : Adrien Antoine) : Chad
- Kelly Brook (VF : Julie Turin) : Linda
- Scott Vickaryous (VF : Sébastien Desjours) : Taylor
- Rhea Seehorn (VF : Anne Dolan) : Ashley
- Alexandra Billings (VF : Isabelle Leprince) : Donna
- Dania Ramirez (VF : Caroline Lallau) : Elena

## À savoir
- Le nom « Michele » (version originale en anglais et diverses autres versions) est francisé en « Michelle » dans la version en langue française du film Romy et Michelle, 10 ans après. Le téléfilm sorti en 2005 n'ayant apparemment pas été doublé en français, son titre reste le titre original.